# S.S. Villacidrese Calcio
Società Sportiva Villacidrese Calcio là một câu lạc bộ bóng đá Ý đến từ Villacidro, Sardinia.
Màu sắc của nó là trắng và xanh.

## Lịch sử
Câu lạc bộ được thành lập vào năm 1979.

### Từ Serie D đến Lega Pro Seconda Divisione
Villacidrese xếp vị trí đầu tiên ở Eccellenza Sardinia trong mùa giải 1998-99, lần đầu tiên thăng hạng lên Serie D. Trong 10 mùa giải tiếp theo, đội đã chơi ở Serie D.
Trong mùa giải Serie D 2008-09, đội được xếp hạng nhất ở Girone G, lần đầu tiên giành được vị trí trong Lega Pro Seconda Divisione trong lịch sử của mình, nơi nó đã chơi năm 2009-10 ở bảng A.

### Từ Lega Pro Seconda Divisione đến loại trừ khỏi bóng đá
Câu lạc bộ đã chơi mùa thứ hai của bóng đá chuyên nghiệp trong girone B của Lega Pro Seconda Divisione. Vào cuối mùa giải, câu lạc bộ đã xuống hạng Serie D, cũng bị trừ 13 điểm.
Vào mùa hè năm 2011, nó không kháng cáo việc loại trừ Covisod khỏi giải đấu này  và nó đã bị loại khỏi hệ thống bóng đá.